# Quintuple meurtre près de Dunkerque
Le quintuple meurtre près de Dunkerque est une série de meurtres commis en l'espace de deux heures et ayant eu lieu à Wormhout et Loon-Plage, à proximité de Dunkerque, le 14 décembre 2024. Le suspect, Paul D, abat d'abord son ancien employeur à Wormhout, puis deux agents de sécurité d'une entreprise où il avait également été employé à Loon-Plage. Enfin il abat également deux migrants originaires du Kurdistan iranien sur le bas côté d'une route non loin de là.
Le suspect se livre à la gendarmerie immédiatement après les faits, ses motivations sont encore floues mais penchent pour des assassinats liés à une vengeance professionnelle pour les trois premières victimes selon les enquêteurs, le mobile pour les deux dernière victimes étant encore inconnu.

## Faits présumés
La série de meurtres commence quand à 15h15 Paul Dekeister, chef d'une entreprise de transport routier, est abattu devant son domicile de Wormhout de plusieurs coups de feu sous les yeux de sa compagne. Vers 16h, Marc Lehmhus et Aurélien Cugny, agents de sécurité, sont abattus de plusieurs tirs alors qu'ils patrouillaient dans la zone industrielle portuaire de Loon-Plage. Puis quelques minutes plus tard et cinq kilomètres plus loin, le tueur abat Mustafa et Ahmid, deux migrants originaires du Kurdistan iranien sur le bas côté de la route, à proximité d'un camp de migrants,,,. Le tueur met également en joue un père et son fils qui circulaient en voiture à proximité du campement de migrants mais ne tire pas.

## Suspect
Paul D., 22 ans, n'a aucun antécédent judiciaire ni psychiatrique. Il reconnait auprès des enquêteurs avoir abattu toutes les victimes. La première, père de famille de 29 ans avait licencié le suspect en octobre 2024. Il a ensuite parcouru 30 kilomètres pour abattre deux agents de sécurité d'une entreprise où il avait travaillé quelques mois un an et demi avant les faits. Il a ensuite abattu deux migrants sur la bas côté de la route puis s'est rendu immédiatement à la gendarmerie de son village de Ghyvelde, où, chômeur, il vit chez ses parents.
Paul D. était licencié dans un club de tir sportif à Leffrinckoucke près de son domicile et possédait de nombreuses armes à feu. En plus des cinq armes à feu retrouvées dans l'automobile avec laquelle il s’est livré à la gendarmerie, les enquêteurs ont découvert 12 autres armes à feu à son domicile,.

## Procédure judiciaire
Immédiatement placé en garde à vue après s'être livré à la gendarmerie, Paul D. renouvelle ses aveux auprès des enquêteurs chargés du dossier. Il est mis en examen le 17 décembre pour assassinat pour les trois premières victimes et pour meurtre pour les deux dernières, et mis en détention provisoire. Selon Charlotte Huet, la procureure de Dunkerque, si « aucune conclusion définitive ne peut être tirée à cette heure », « la première personne qui a été tuée à Wormhout était le dernier employeur du mis en cause » qui « avait licencié le mis en cause au début du mois d'octobre ». Paul D. avait également « travaillé six mois pour l'entreprise qui employait les agents de sécurité qui ont été tués » sans évoquer de « différend particulier » avec ces deux victimes, mais un ressentiment « davantage tourné sur la direction » de cette entreprise. Enfin, concernant les deux derniers meurtres de migrants iraniens « Le mobile doit encore être approfondi »,. Selon une source policière pour qui il s'agit d'une « tuerie de masse », le suspect qui ne connaissait pas les deux migrants « s’est semble-t-il arrêté, est sorti de son véhicule, s’est mis en contrebas de la route, a pris son arme et a tiré devant lui ».

## Hommages aux victimes
Des marches blanches sont organisées en hommage aux deux agents de sécurité et réunissent 200 personnes à Dunkerque et 300 personnes à Loon-Plage,.